# 天寧区
天寧区（てんねい-く）は、中華人民共和国江蘇省の常州市に位置する市轄区。

## 行政区画
- 街道:雕荘街道、青竜街道、茶山街道、紅梅街道、天寧街道、蘭陵街道
- 鎮:鄭陸鎮